# Kolumbijski sukob
Kolumbijski sukob u vojnoj povijesti predstavlja naziv za polustoljetni oružani sukob niskog inteziteta u obličju asimetričnog ratovanja kolumbijske vlade, narkokartela te različitih paravojnih i gerilskih skupina sa snažnim međunarodnim odjekom. Korijen sukoba leži u desetogodišnjem građanskom ratu paravojnih krila Konzervativne i Liberalne stranke krajem Drugog svjetskog rata koji je vremenom prerastao u dugotrajni sveobuhvatni unutardržavni sukob s posredstvom nekolicine svjetskih sila, poput Sjedinjenih Država, Ujedinjenog Kraljevstva i Španjolske na strani kolumbijske vlade.
U šezdesetogodišnjem razdoblju poginulo gotovo 220 000 ljudi, od čega skoro 180 000 civila, među kojima i oko 45 000 maloljetnika, a raseljeno je preko sedam milijuna ljudi.